# Tisma pauliani
Tisma pauliani är en bönsyrseart som beskrevs av Roger Roy 2005. Tisma pauliani ingår i släktet Tisma och familjen Mantidae. Inga underarter finns listade i Catalogue of Life.